# Norberto Bobbio
Pour les articles homonymes, voir Bobbio (homonymie).
Norberto Bobbio (né le 18 octobre 1909 à Turin en Italie et mort dans la même ville le 9 janvier 2004) est un philosophe italien spécialiste de la philosophie politique et de la philosophie du droit. Il s'est notamment attaché à définir les conditions d'accompagnement de la démocratie, qui implique, selon lui, la mise en œuvre effective des droits de l'homme et la recherche de la paix via le droit international et une conception cosmopolitique du citoyen.
Il a notamment écrit le livre L'État et la démocratie internationale : de l'histoire des idées à la science politique.

## Sous le fascisme
Bobbio a passé la majeure partie de sa vie à Turin, qui abrite, dans les années 1920, le philosophe marxiste Antonio Gramsci et l'intellectuel libéral Piero Gobetti. Il fait ses études au lycée d'Azeglio, où il rencontre ses camarades Leone Ginzburg, Massimo Mila et Vittorio Foa. Dans les années 1930, il enseigne au lycée d'Azeglio, où le jeune Primo Levi a été reçu en candidat libre. Quoique d'une famille plutôt favorable au régime fasciste et lui-même peu engagé, Bobbio est arrêté en 1935 avec des camarades militant dans le mouvement antifasciste Giustizia e libertà des frères Carlo et Nello Rosselli, assassinés en France, en 1937, par la Cagoule. Vite relâché, il écrit alors une lettre à Mussolini où il affirme ses convictions fascistes, épisode qu'il relatera dans son autobiographie de 1997. Sur le plan intellectuel, ses influences majeures sont alors Luigi Einaudi, Gioele Solari (it), qui est son professeur de philosophie du droit, et Benedetto Croce, tous trois laïques, libéraux et antifascistes.
À l'entrée en guerre de l'Italie en juin 1940, Bobbio est professeur à l'université de Padoue, et rejoint activement la résistance de Giustizia e libertà . Il participe alors à la fondation, en octobre 1942, du Partito d'Azione (Parti d'Action), avant d'être arrêté et emprisonné entre décembre 1943 et février 1944. En 1995, il écrira dans La Stampa : 
« L'idéal fondamental de ceux qui agissaient dans le Parti d'Action était une démocratie sans adjectif. C'était la lutte politique, la compétition des partis dans des élections libres, qui devaient déterminer le type de démocratie qu'allaient avoir les Italiens. (...) Ce que nous n'avions en revanche pas prévu, c'est que la démocratie en Italie allait être forgée par la Démocratie chrétienne, qui n'avait joué qu'un rôle mineur dans la résistance. Nous avons dû avouer avec amertume que les communistes et le Parti d'Action avaient fait la résistance, mais que la Démocratie chrétienne avait gagné les élections. » 

## Après 1945
Après la Seconde Guerre mondiale, Bobbio se présente, sans succès, aux élections de 1946. Il est ensuite nommé à l'Université de Turin, et lit alors de près Hans Kelsen, l'auteur de la Théorie pure du droit, qui prône le positivisme juridique contre le jusnaturalisme. Pendant toute la Guerre froide, Bobbio dialogue avec le Parti communiste italien (PCI). Dans son livre de 1955, Politique et Culture, il crédite le marxisme de donner le « point de vue des opprimés » sur l'histoire, tout en défendant les « prétendues libertés bourgeoises » et l'État de droit. Il adhère en 1966 au Parti socialiste italien (PSI) et collabore à la revue socialiste Mondoperaio (en) .
Il quitte en 1972 la chaire de philosophie du droit de Turin pour devenir professeur de philosophie politique à la faculté des sciences politiques de Turin. Alors que l'Italie est coincée entre l'opposition entre la Démocratie chrétienne et le PCI, Bobbio se montre sceptique relativement au « compromis historique » proposé par le secrétaire général du PCI, Enrico Berlinguer, et un des chefs de la Démocratie chrétienne, Aldo Moro. L'enlèvement et l'assassinat d'Aldo Moro, par les Brigades rouges, supprime de toute façon cette proposition de sortie de crise, empêchant ainsi à Bobbio de vérifier les raisons de son scepticisme.
Membre de l'Académie des Lyncéens, il dirige avec Nicola Abbagnano la Rivista di filosofia.
À l'intérieur du PSI, Bobbio est déçu par Bettino Craxi, secrétaire du parti à partir de 1976 et Président du Conseil de 1983 à 1987. Reconnaissant l'influence d'une figure intellectuelle majeure de l'Italie d'après-guerre, le président Sandro Pertini (PSI) le nomme sénateur à vie en 1984.
L'ensemble de son œuvre est distinguée par le Prix européen de l'essai Charles Veillon en 1981.
Avec l'opération Mains propres des années 1990, la chute du Mur, l'apparition de la Ligue du Nord et le succès éclair de Silvio Berlusconi, les espoirs de Bobbio sont déçus, amertume qu'il exprime dans La Stampa, tout en continuant à défendre l'« actionisme » de gauche. En 1991, Bobbio surprend une partie de son entourage en soutenant la guerre contre l'Irak, qu'il qualifie de « guerre juste » . Il est gratifié en 1994 du Prix Balzan, qui encourage les actes scientifiques et culturels ainsi que l'engagement humanitaire en faveur de la paix et de la fraternité entre les peuples. Partisan du droit international et des Nations unies, il participe chaque année à la « Marche pour la paix » entre Pérouse et Assise .

## Ouvrages traduits en français
- Libéralisme et démocratie, Paris, Le Cerf, 1996.
- Droite et gauche, Paris, Le Seuil, 1996.
- L'État et la démocratie internationale. De l'histoire des idées à la science politique, Bruxelles, Complexe, 1999.
- Essais de théorie du droit (recueil d'articles), Paris, LGDJ/Monchrestien, 2000.
- Le sage et la politique : écrits moraux sur la vieillesse et la douceur, Paris, Albin Michel, 2004.
- Avec Maurizio Viroli, Dialogue autour de la république, Rennes, PUR, 2006.
- Le futur de la démocratie, Paris, Le Seuil, 2007.

## Études
Jean-Baptiste Le Bohec., Noberto Bobbio et la question internationale, Rennes, PU Rennes, coll. « Philosophica », 2016, 410 p. (ISBN 978-2-753-54761-2, OCLC 939550288, présentation en ligne)
Paolo Alvazzi del Frate, "Norberto Bobbio entre positivisme et histoire", Grandes figures du droit de l’époque contemporaine, édité par Arnaud Vergne, Rome 2021